# Spargelerbse
Die Spargelerbse (Lotus maritimus), auch Gelbe Spargelerbse, Spargelklee oder Spargelschote sowie Meer(strand)-Schotenklee genannt, ist eine Pflanzenart aus der Gattung Hornklee (Lotus) in der Unterfamilie der Schmetterlingsblütler (Faboideae). Ihr Hauptverbreitungsgebiet umfasst den Mittelmeerraum und Mitteleuropa.

## Beschreibung

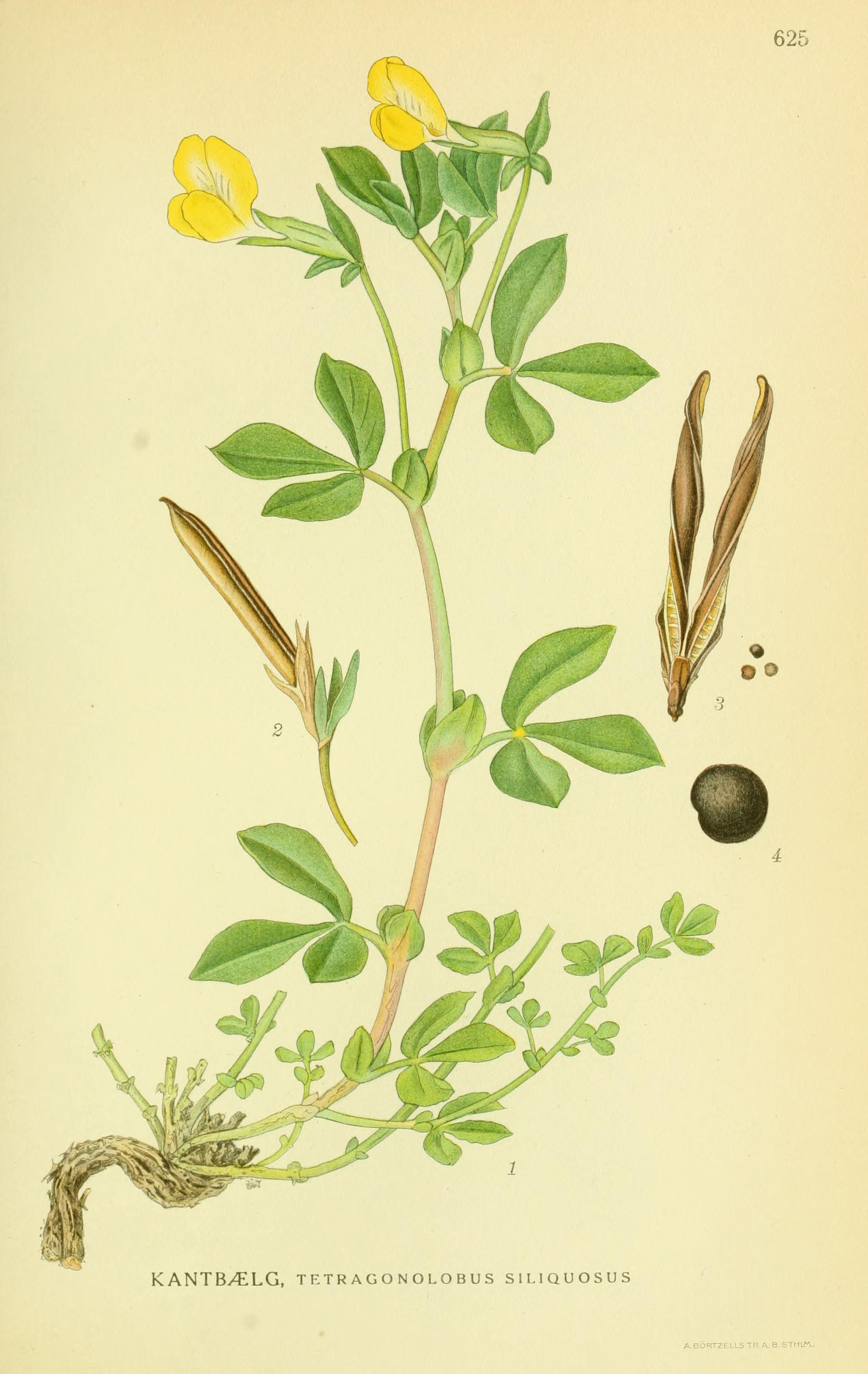
Illustration aus Billeder af nordens flora, 1917

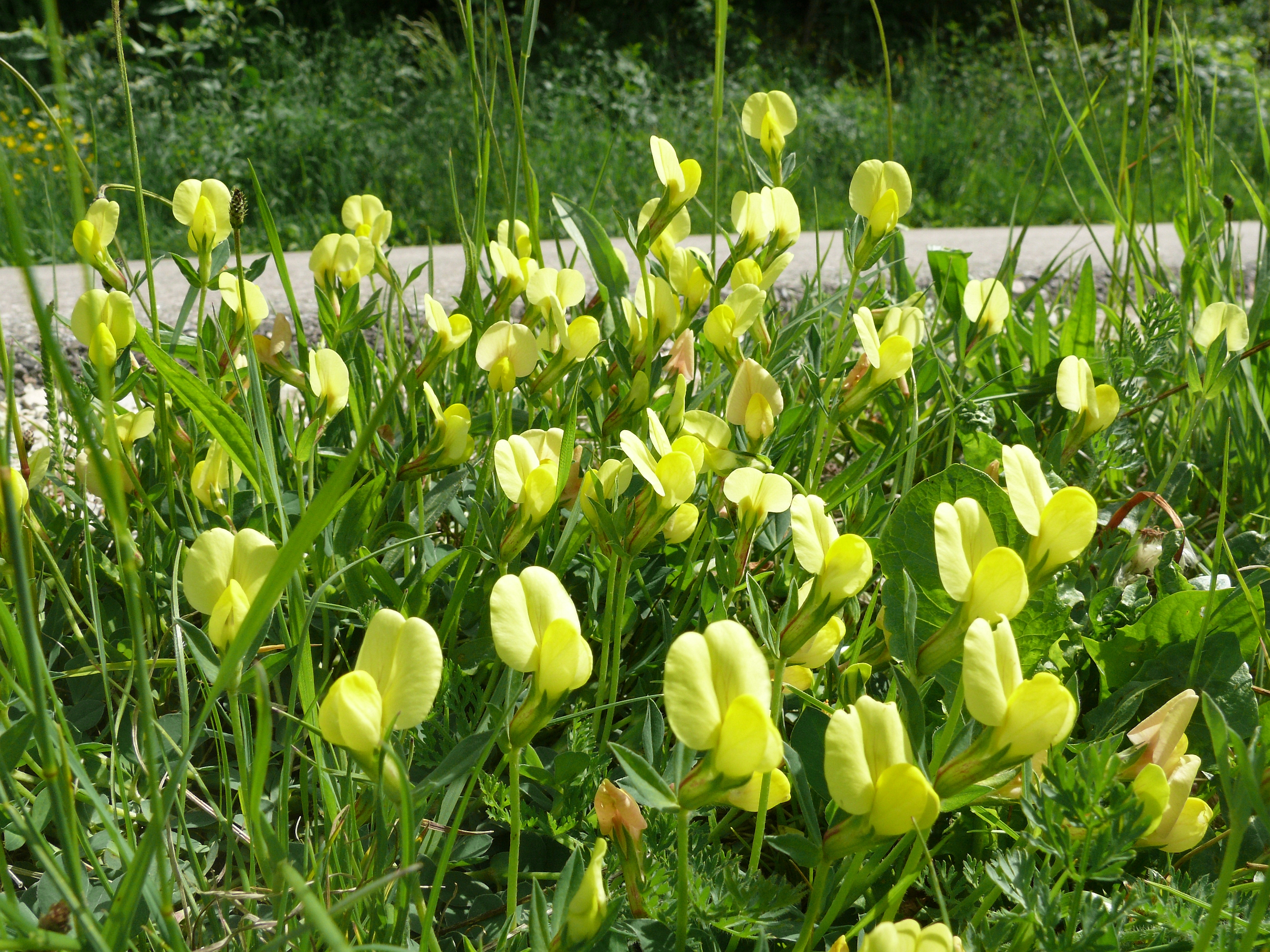
Blühender Bestand

### Erscheinungsbild und Blatt
Die Spargelerbse wächst als ausdauernde krautige Pflanze. Sie besitzt eine kräftige Grundachse und dünne Bodenausläufer. Der Stängel und die Laubblätter sind mehr oder weniger kurz behaart oder kahl und meist von bläulich-grüner Farbe. Der kantige Stängel ist niederliegend bis aufsteigend, am Grunde verzweigt und meist 10 bis über 25 Zentimeter lang.
Die wechselständig angeordneten Laubblätter sind in Blattstiel und -spreite gegliedert. Der Blattstiel ist 0,6 bis 1,2 Zentimeter lang. Die meist etwas fleischige Blattspreite ist fünfteilig gefiedert. Die zwei unteren, nebenblattartigen Blättchen sind stets kleiner als die oberen drei und kurz mit dem Blattstiel verwachsen. Die unteren Blättchen sind schief eiförmig, spitz und wenig länger als der Blattstiel. Die drei endständigen Blättchen sind kurz gestielt bis fast sitzend mit keilförmigem Grund und bei einer Länge von bis zu 3 Zentimetern sowie einer Breite von bis zu 1,5 Zentimeter verkehrt-eiförmig bis rhombisch mit gerundetem oder spitzem oberem Ende. Die ganzrandigen, spitzen Blättchen besitzen keine deutlichen Seitennerven und sind meist nur am Rande und an der Mittelrippe bewimpert.

### Blütenstand und Blüte
Die Blütezeit liegt in den Monaten Mai bis Juli. Der relativ kräftige Blütenstandsschaft ist 5 bis 15 Zentimeter lang und mehrmals länger als das tragende Laubblatt. Die Blütenstände sind stets einblütig. Unter der Blüte sitzt ein kleines, meist dreizähliges Deckblatt.
Die zwittrige Blüte ist zygomorph und fünfzählig mit doppelter Blütenhülle. Die fünf Kelchblätter sind auf etwa der Hälfte ihre Länge röhrig-glockig verwachsen und oft violett überlaufen. Die Kelchröhre ist etwa 1 Zentimeter lang und undeutlich netznervig. Die fünf Kelchzähne sind meist bewimpert; die beiden oberen Kelchzähne sind breiter als die unteren und zusammenneigend. Die fünf Kronblätter bilden eine 2,5 bis 3 Zentimeter lange Blütenkrone mit der typischen Form einer Schmetterlingsblüte. Die Krone ist schwefelgelb und beim Verblühen mehr oder weniger ziegelrot überlaufen. Die Fahne ist viel länger als die Flügel und das Schiffchen und besitzt eine fast kreisrunde, rotbraun gestreifte Platte und einen etwas kürzeren Nagel. Die Flügel sind verkehrt-eiförmig und bedecken das oberwärts grünliche Schiffchen.

### Frucht und Samen
Die gerade und etwas abgeflachte Hülsenfrucht ist 4 bis 6 Zentimeter lang sowie etwa 3–4 Millimeter breit; sie ist mit vier glatten etwa 1 Millimeter breiten Längsflügeln versehen. Die Hülsenfrüchte sind kahl oder spärlich behaart, zuletzt sepiabraun gefärbt, spät aufspringend, innen gefächert und enthalten viele Samen.
Die glatten, olivgrünen und mehr oder weniger schwarz punktierten Samen sind bei einem Durchmesser von etwa 2 Millimetern fast kugelig.

### Chromosomensatz
Die Chromosomengrundzahl beträgt x = 7; es liegt Diploidie mit einer Chromosomenzahl von 2n = 14 vor.

## Ökologie
Die unterirdischen Teile der Spargelerbse entwickeln einen unangenehmen Geruch. Die Blättchen zeigen bei dieser Art besonders ausgeprägte Nachtbewegungen. 
Der Nektar ist nur solchen Insekten zugänglich (besonders Hummeln), die einen mindestens 12 Millimeter langen Rüssel besitzen; kurzrüsselige Arten gelangen an diesen nur durch einen Einbruch.

## Vorkommen und Gefährdung
Lotus maritimus ist ein Südmediterran-mitteleuropäische Florenelement. Das geschlossene Verbreitungsgebiet reicht von Nordwestafrika über Spanien und Frankreich bis nach Südskandinavien im Norden, im Osten bis Polen und Rumänien, im Süden bis ins nordwestliche ehemalige Jugoslawien, Norditalien, Korsika und Sardinien. Einzelne Vorkommen finden sich auf der Krim und an der kaukasischen Schwarzmeerküste. 
Die Spargelerbse kommt in Mitteleuropa zerstreut bis selten vor. In Deutschland kommt die Spargelerbse meist zerstreut und relativ selten im mittleren und südwestlichen Gebiet sowie im südlichen Bayern vor. In Bayern nur im Süden zerstreut, sonst sehr selten. In Deutschland wird die Gefährdung in Kategorie 3: gefährdet eingestuft.
Die Spargelerbse wächst auf nährstoffreichen und wenigstens im Frühling nassen Böden. Sie kommt auf Wiesen und Weiden, in Salzsümpfen und kalkreichen Quellriedern vor. Sie ist in Mitteleuropa eine Charakterart des Cirsio-Molinietum und eine Charakterart des Verbandes Molinion, kommt aber auch in Pflanzengesellschaften des Verbands Caricion davallianae, in wechseltrockenen Mesobrometen oder im Juncetum compressi aus dem Verband Agropyro-Rumicion vor.
Die ökologischen Zeigerwerte nach Landolt et al. 2010 sind in der Schweiz: Feuchtezahl F = 2+w+ (frisch aber stark wechselnd), Lichtzahl L = 4 (hell), Reaktionszahl R = 4 (neutral bis basisch), Temperaturzahl T = 4 (kollin), Nährstoffzahl N = 2 (nährstoffarm), Kontinentalitätszahl K = 3 (subozeanisch bis subkontinental).

## Taxonomie
Die Erstveröffentlichung von Lotus maritimus erfolgte 1753 durch Carl von Linné in Species Plantarum Band 2, Seite 773 als Lotus maritimus ("Lotus maritima") erstbeschrieben. Synonyme für Lotus maritimus L. sind: Tetragonolobus maritimus (L.) Roth, Lotus siliquosus L.

## Verwendung
Die jungen Hülsen der Gelben Spargelbohne werden als Gemüse oder als Salat zubereitet. Ähnlich werden die Früchte des Essbaren Hornklees (Lotus edulis) und der Roten Spargelbohne (Lotus tetragonolobus) verwendet.

## Bilder

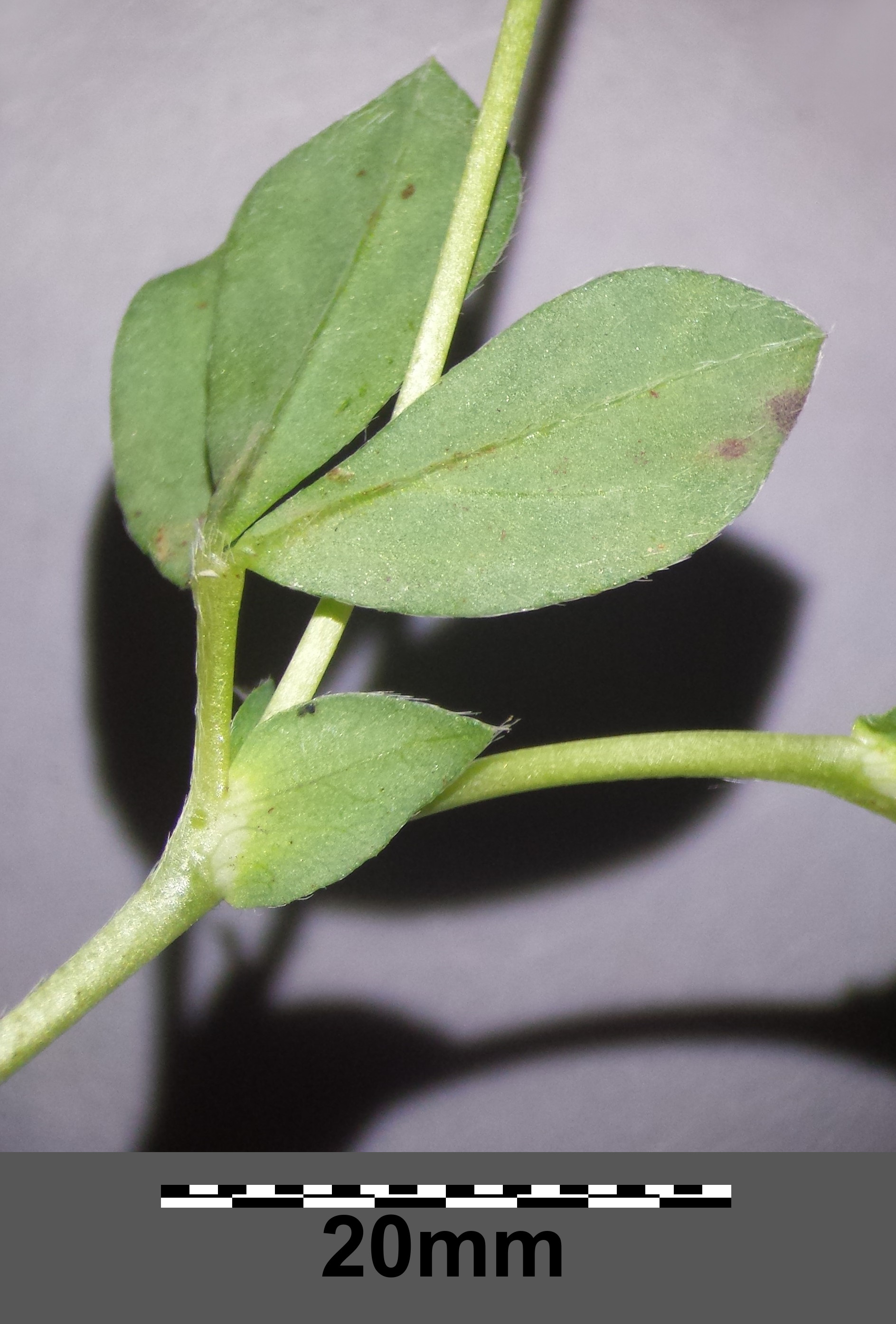
Gefiedertes Laubblatt
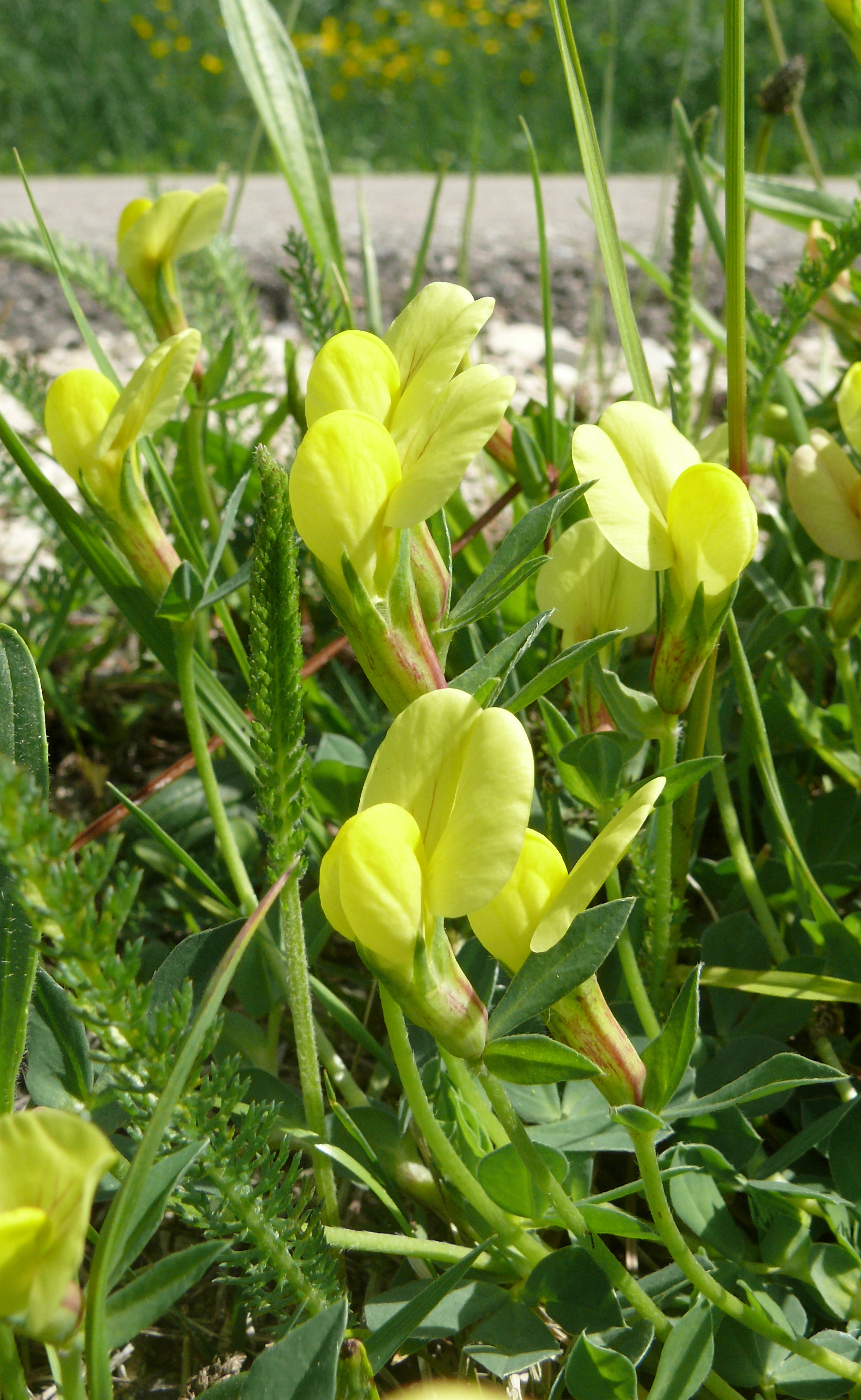
Zygomorphe Blüten
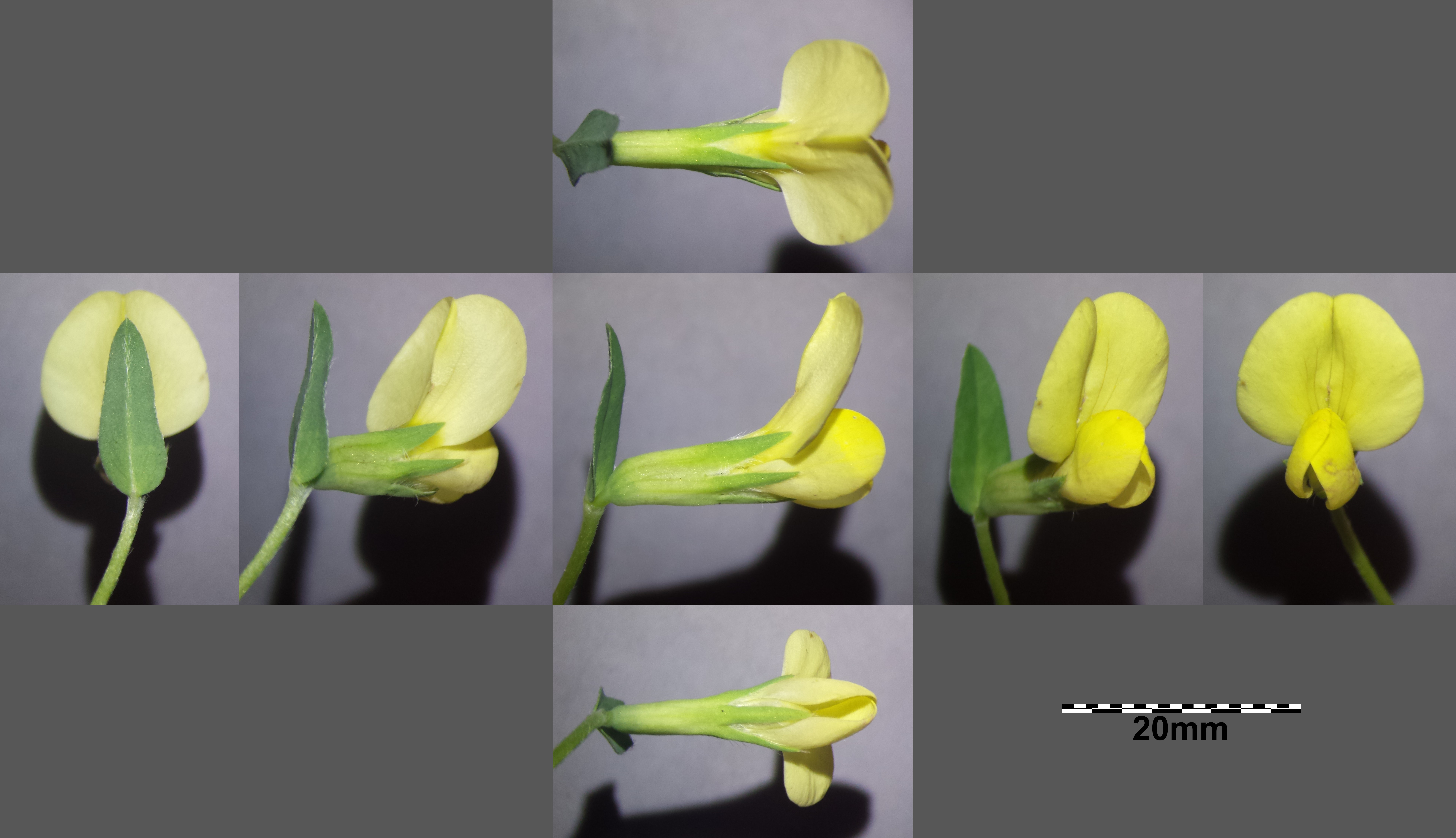
Blüte im Detail
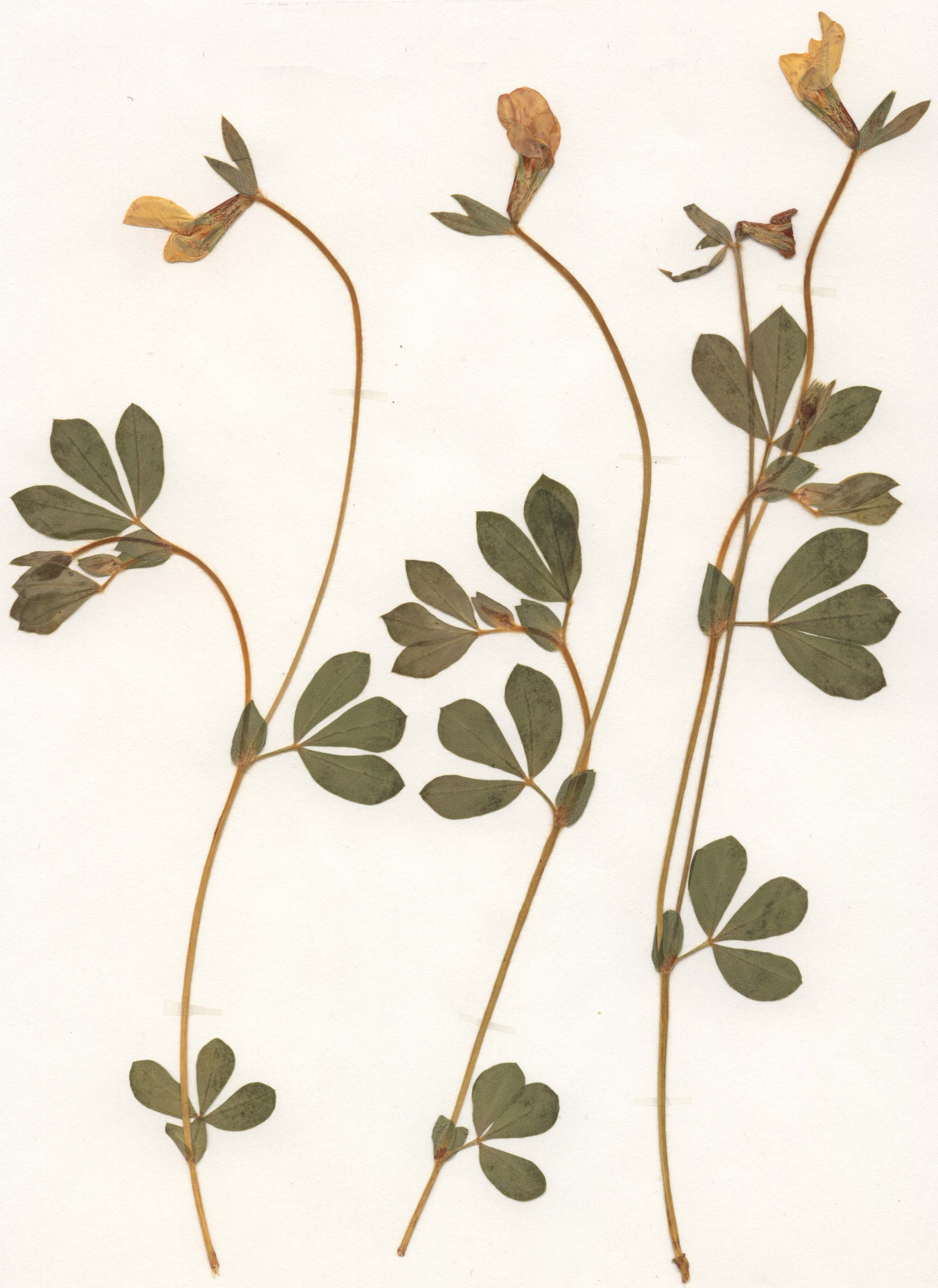
(Herbarbeleg) Diese Art sollte wegen ihrer Seltenheit und Gefährdung in Deutschland möglichst nicht gesammelt werden.
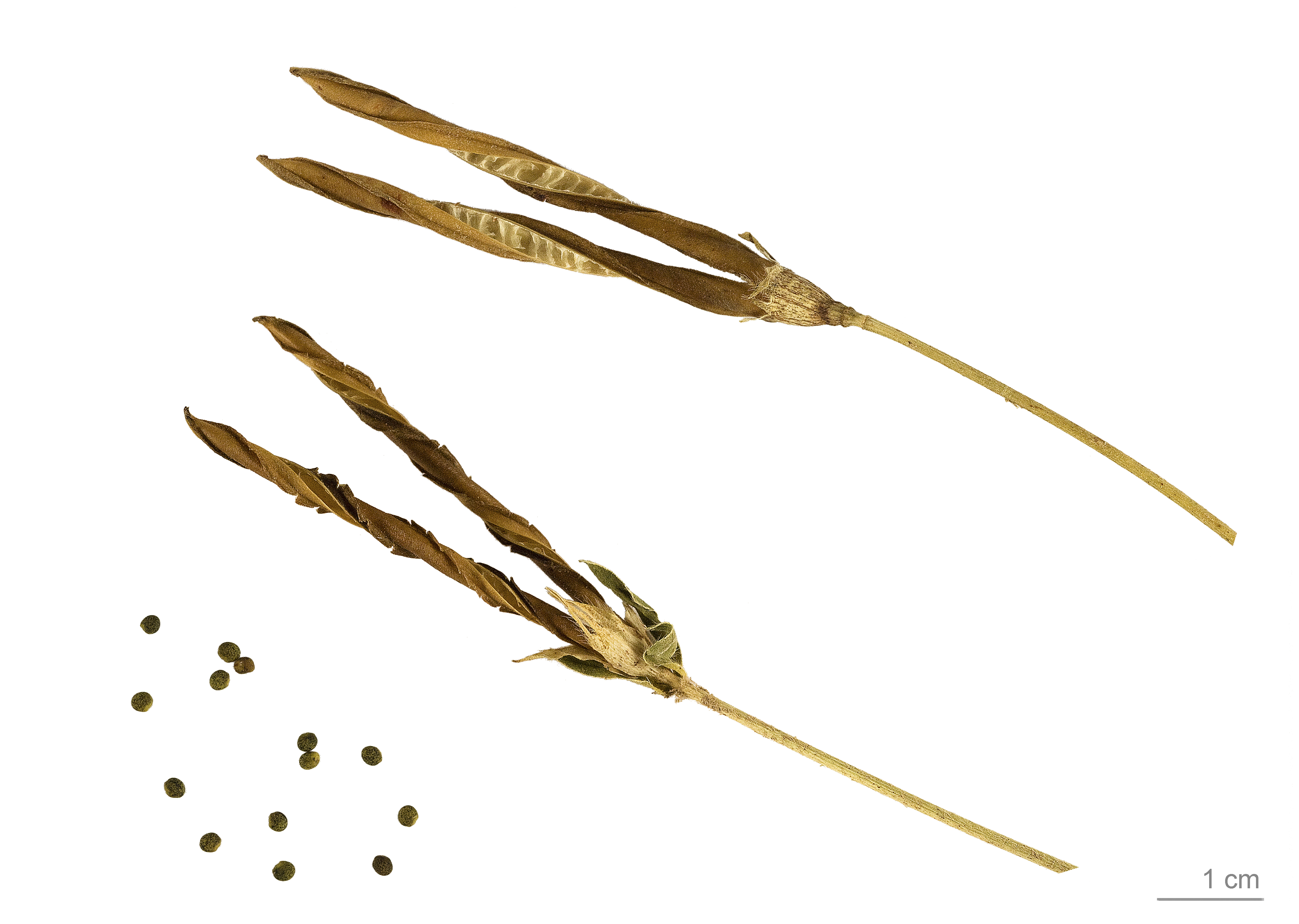
Offene Hülsenfrüchte und Samen
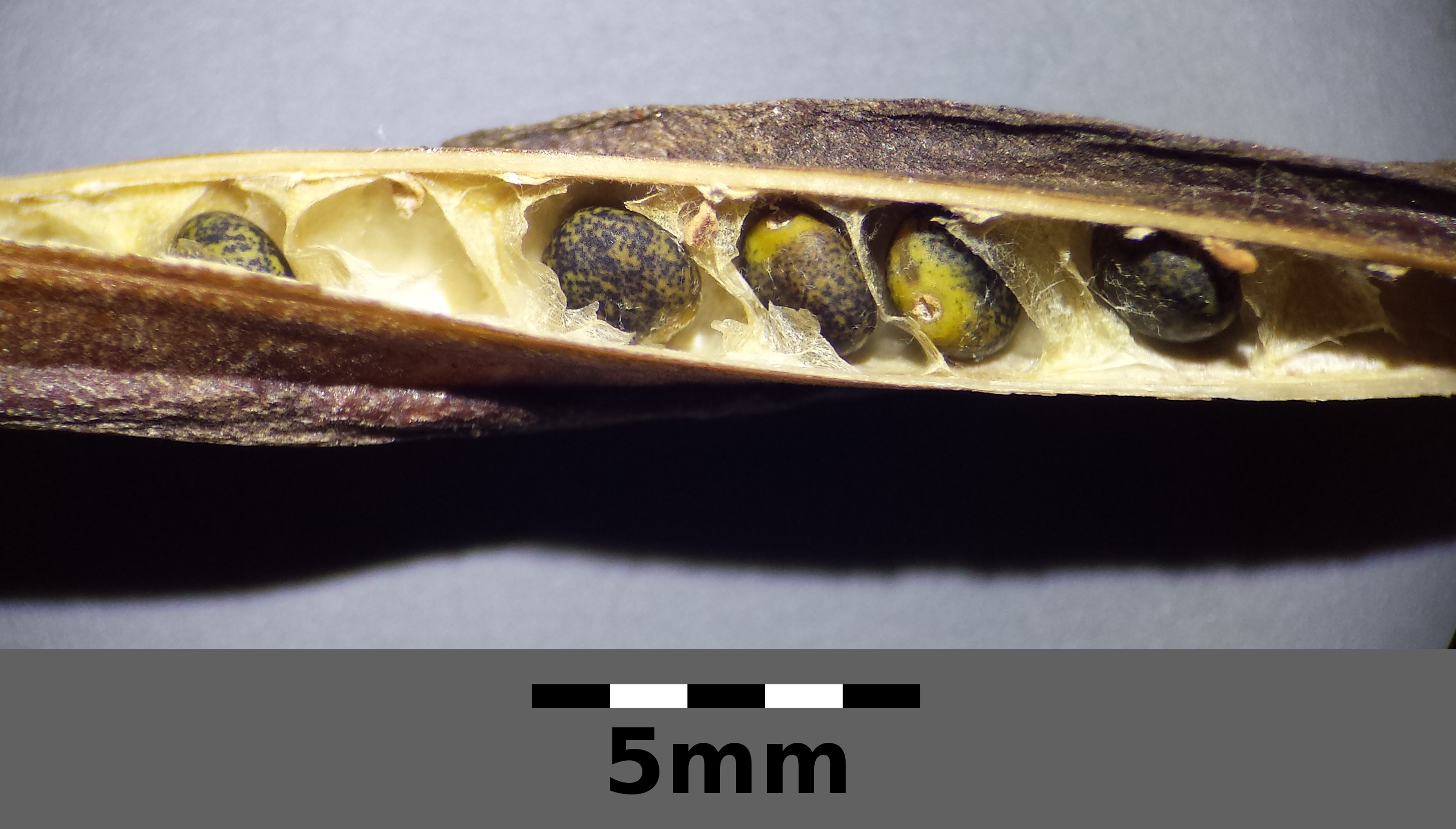
Geöffnete Hülsenfrucht mit Samen
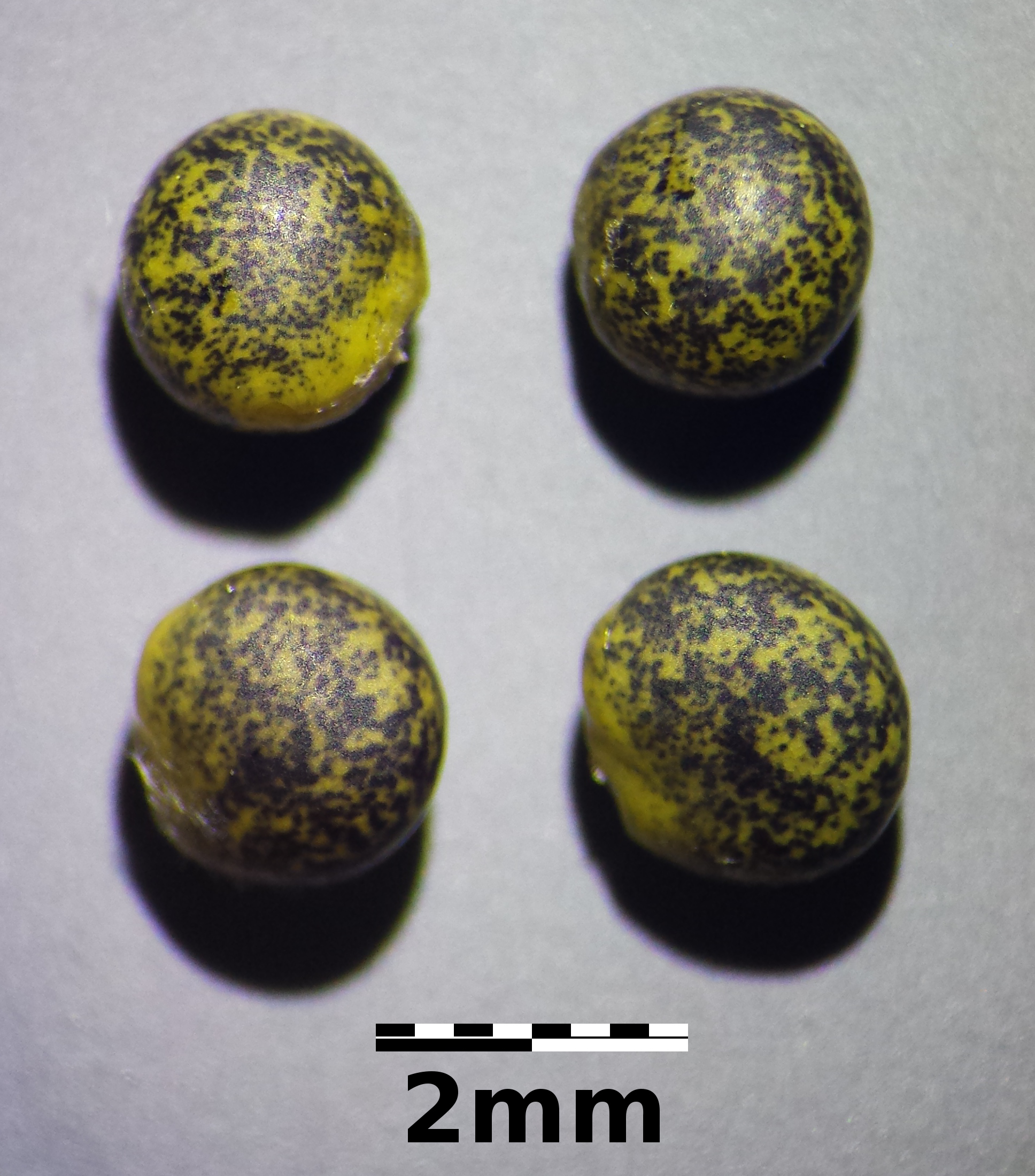
Samen